# 2003-as Fiatal Táncosok Eurovíziója
A 2003-as Fiatal Táncosok Eurovíziója volt a tizedik Fiatal Táncosok Eurovíziója, melyet Hollandia fővárosában, Amszterdamban rendeztek meg. A pontos helyszín a Stadsschouwburg volt. Az elődöntőre 2003. június 29-én, a döntőre 2003. július 4-én került sor. Az Eurovíziós Dalfesztivállal ellenben itt nem az előző évi győztes rendez, hanem pályázni kell a rendezés jogára. A 2001-es verseny a lengyel David és Marcin Kupiński győzelmével zárult, akik „Brothers” című táncukat adták elő az Egyesült Királyság fővárosában, Londonban.

## A helyszín és a verseny
A verseny pontos helyszíne a holland fővárosban, Amszterdamban található Stadsschouwburg volt.
| Hollandia Amszterdam |

A 2003-as évre új szavazási rendszert dolgoztak ki. Az öttagú szakmai zsűri a döntőben két kategóriában díjazta a versenyzőket: klasszikus tánc és modern tánc kategóriában két győztest hirdettek ki. Egy fiatalokból álló zsűri a zsűri választása kategóriában pedig különdíjat ítélt oda egy ország versenyzőjének.

## A résztvevők
Örményország a harmadik ország lett Kanada és Bulgária után, mely debütálásakor nem volt tagja az Európai Műsorsugárzók Uniójának. (A szervezethez 2005-ben csatlakozott.) Rajta kívül Románia is ebben az évben küldte első indulóját.
Visszalépett azonban a versenytől Ausztria, Írország és Németország. Így összesen tizenhét ország vett részt.
A szakmai zsűri tíz országot juttatott tovább a döntőbe, így hét ország esett ki az első fordulóban.

## Zsűri
Ebben az évben először a szakmai zsűri mellett egy fiatal táncosokból álló zsűri is pontozta a versenyzőket.

### Szakmai zsűri
- Vlagyimir Vasziljev (Zsűrielnök)
- Susanne Linke
- Paola Cantalupo
- Derrick Brown
- Liz Imperio

### Fiatalokból álló zsűri
- Alexander de Bruijn
- Daisy Massing
- Carola Westdijk
- Eva von G.
- Siakola J.

## Elődöntő
Az elődöntőt 2003. június 29-én rendezték meg tizenhét ország részvételével. Az öttagú szakmai zsűri szavazatai alapján 10 ország jutott tovább a döntőbe.
| # | Ország             | Táncos                                | Tánc                        | Koreográfus           | Helyezés | Pontszám |
| - | ------------------ | ------------------------------------- | --------------------------- | --------------------- | -------- | -------- |
|   | Belgium            | Sébastien Tassin                      |                             |                       |          |          |
|   | Ciprus             | Natalía Kríku                         |                             |                       |          |          |
|   | Csehország         | Monika Hejduková és Viktor Konvalinka | „The Twilight of Innocence” | Kodel és Vágnerová    | 5.       | 764      |
|   | Egyesült Királyság | Kate Lyons                            | „The Find”                  |                       |          |          |
|   | Észtország         | Marija Szeleckaja                     | „Swan Lake”                 | M. Petipa             | 7.       | 750      |
|   | Finnország         | Tiina Myllymäki                       | „Paquita”                   | Makarova és M. Petipa | 6.       | 751      |
|   | Görögország        | Elenina Nikoláu                       | „Paquita”                   | M. Petipa             | 10.      | 641      |
|   | Hollandia          | Joeri Dubbe                           | „Perfect Skin”              | E. Wubbe              | 9.       | 668      |
|   | Lengyelország      | Jakub Gręda                           |                             |                       |          |          |
|   | Lettország         | Linda Siliņa                          | „La Primavera”              | I. Lapsina            | 8.       | 720      |
|   | Norvégia           | Caroline Roca                         |                             |                       |          |          |
|   | Örményország       | Avetik Karapetjan                     |                             |                       |          |          |
|   | Románia            | Ovidiu Matei Iancu                    | „Swan Lake”                 | M. Petipa             | 3.       | 835      |
|   | Svájc              | Sarah-Jane Brodbeck                   | „Don Quixote”               | M. Petipa             | 4.       | 784      |
|   | Svédország         | Kristina Oom és Sebastian Michanek    | „Light Beings”              | Mats Ek               | 2.       | 866      |
|   | Szlovénia          | Anže Škrube                           |                             |                       |          |          |
|   | Ukrajna            | Zserlin Ndugyi                        | „Le Corsaire”               | M. Petipa             | 1.       | 885      |

## Döntő
A döntőt 2003. július 4-én rendezték meg tíz ország részvételével. A végső döntést az öttagú szakmai zsűri hozta meg.
| #  | Ország      | Táncos                                | Tánc                        | Koreográfus           | Helyezés | Pontszám |
| -- | ----------- | ------------------------------------- | --------------------------- | --------------------- | -------- | -------- |
| 01 | Finnország  | Tiina Myllymäki                       | „Paquita”                   | Makarova és M. Petipa | 9.       | 745      |
| 02 | Románia     | Ovidiu Matei Iancu                    | „Swan Lake”                 | M. Petipa             | 3.       | 891      |
| 03 | Csehország  | Monika Hejduková és Viktor Konvalinka | „The Twilight of Innocence” | Kodel és Vágnerová    | 4.       | 856      |
| 04 | Lettország  | Linda Siliņa                          | „La Primavera”              | I. Lapsina            | 8.       | 777      |
| 05 | Görögország | Elenina Nikoláu                       | „Paquita”                   | M. Petipa             | 10.      | 716      |
| 06 | Észtország  | Marija Szeleckaja                     | „Swan Lake”                 | M. Petipa             | 5.       | 800      |
| 07 | Ukrajna     | Zserlin Ndugyi                        | „Le Corsaire”               | M. Petipa             | 1.       | 938      |
| 08 | Svédország  | Kristina Oom és Sebastian Michanek    | „Light Beings”              | Mats Ek               | 2.       | 907      |
| 09 | Svájc       | Sarah-Jane Brodbeck                   | „Don Quixote”               | M. Petipa             | 6.       | 793      |
| 10 | Hollandia   | Joeri Dubbe                           | „Perfect Skin”              | E. Wubbe              | 7.       | 781      |

Díjazottak
- Klasszikus tánc:  Ukrajna – Zserlin Ndugyi
- Modern tánc:  Svédország – Kristina Oom és Sebastian Michanek

A zsűri különdíját a cseh Monika Hejduková és Viktor Konvalinka nyerte el.

## Térkép

A döntő résztvevői
Az elődöntőben kiesett országok
Országok, melyek korábban részt vettek, de ebben az évben nem

## Közvetítő országok
- Lengyelország – TVP 2 (élőben)